# Amerotyphlops yonenagae
Amerotyphlops yonenagae — вид змій родини сліпунів (Typhlopidae). Ендемік Бразилії.

## Поширення і екологія
Amerotyphlops yonenagae відомі з кількох місцевостей, розташованих в штаті Баїя. Вони живуть в заростях каатинги, на піщаних дюнах в середній течії річки Сан-Франсиску.